# Pentacarbonilferro
Il pentacarbonilferro, comunemente noto come ferro pentacarbonile, è il composto di formula Fe(C≡O)5 (il monossido di carbonio in quanto legante prende il nome di "carbonile"). In condizioni standard è un liquido di colore giallo chiaro con odore pungente. Fe(CO)5 è il precursore di numerosi complessi di ferro, molti dei quali sono utili in sintesi organica.  Fe(CO)5 è disponibile commercialmente a buon mercato.
Fe(CO)5 è un metallocarbonile omolettico, cioè il CO terminale è il solo legante che complessa il metallo. Altri esempi sono Cr(CO)6 e Ni(CO)4. Il ferro forma anche i carbonili polinucleari Fe2(CO)9 e Fe3(CO)12. Tutti questi composti carbonilici sono molto tossici.

## Struttura
Come avviene per altri metallocarbonili M(CO)n, all'atomo di ferro in Fe(CO)5 si attribuisce, convenzionalmente, stato di ossidazione zero. Nella maggior parte dei complessi organometallici a basso stato di ossidazione il metallo centrale tende ad assumere una configurazione elettronica esterna di 18 elettroni (3d10 4s2 4p6). Fe(CO)5 segue questa regola dei 18 elettroni in quanto l'atomo di ferro ha 8 elettroni di valenza e ogni CO legato contribuisce con due elettroni, quelli della coppia solitaria su C. La struttura della molecola Fe(CO)5 è quella di una bipiramide trigonale con l'atomo di ferro al centro, come si vede nella figura a destra (simmetria D3h in fase gassosa, ma molecola leggermente distorta nel cristallo). Tre leganti CO giacciono su un piano e si dicono leganti equatoriali, mentre gli altri due sono disposti lungo l'asse perpendicolare a tale piano e si dicono assiali. Questa struttura geometrica è analoga a quella adottata da PF5, AsF5 e alogenuri e alogenocomplessi di non metalli similmente pentacoordinati. Al contrario di questi ultimi però, in Fe(CO)5 i carbonili assiali sono, seppur leggermente, più vicini al ferro di quelli equatoriali e la stessa cosa accade nell'anione isoelettronico Mn(CO)5−. Tutti i gruppi Fe−C−O sono lineari. Data la simmetria della struttura, la molecola è apolare e la sostanza si presenta a temperatura ambiente come un liquido volatile, solubile nei solventi organici che vanno, come polarità, dagli alcoli agli idrocarburi, mentre è praticamente insolubile in acqua.
Fe(CO)5 è una tipica molecola flussionale; i leganti CO assiali ed equatoriali possono scambiarsi di posizione tramite il meccanismo di riarrangiamento intramolecolare detto pseudorotazione di Berry, e risultano indistinguibili nella scala dei tempi della spettroscopia RMN a temperatura ambiente, ma risultano ben distinguibili nello spettro infrarosso. Lo spettro di risonanza magnetica del nucleo 13C di Fe(CO)5 in soluzione mostra un unico segnale dovuto al rapido scambio di CO tra i siti di coordinazione non equivalenti, ma quello registrato allo stato solido con tecnica MAS (magic angle spinning) mostra una velocità di scambio piuttosto limitata; questo a differenza di quanto accade con sali dell'anione [HFe(CO)4]− (vedi sotto), in cui lo scambio è invece molto rapido. Fe(CO)5 è isoelettronico con gli anioni carbonilato [Mn(CO)5]−, [Cr(CO)5]2−e [V(CO)5]3−.

## Sintesi
Il composto fu ottenuto per la prima volta da Ludwig Mond e Friedrich Quincke nel 1891. Fe(CO)5 può essere sintetizzato per combinazione diretta di metallo e CO, al pari di Ni(CO)4. Per produrre Ni(CO)4 è sufficiente operare in condizioni normali, ma per ottenere Fe(CO)5 bisogna operare a temperatura elevata, usando ferro in polvere finemente suddivisa e monossido di carbonio, CO, sotto pressione.

## Reattività

### Reazioni di sostituzione del CO
Queste reazioni permettono di ottenere migliaia di derivati del Fe(CO)5. Sostituendo il CO con basi di Lewis, L, si ottengono i derivati Fe(CO)5-xLx. Esempi di comuni basi di Lewis sono gli isocianuri, le fosfine e arsine terziarie e gli alcheni. In genere, leganti con capacità accettrici π più limitate del monossido di carbonio sostituiscono solo uno o due leganti CO, ma con leganti di capacità accettrice simile o anche maggiore del CO, come PF3, AsF3 e isocianuri (C≡N-R), si può arrivare a sostituire anche tutti e cinque i carbonili. Le reazioni di sostituzione sono spesso indotte con catalizzatori o irradiazione.
Ad esempio, la sintesi del complesso bis(trifenilfosfina), Fe(CO)3(P(C6H5)3)2, si può condurre per via fotochimica, ma anche per aggiunta di NaOH o NaBH4. Per sostituire leganti CO con altri leganti L si può usare l'azione nucleofila e ossidante della trimetilammina N-ossido secondo la reazione seguente:
M(CO)n  +  Me3NO  +  L   →   M(CO)n-1L  +  Me3N  +  CO2
Qui l'atomo di ossigeno di Me3NO, portando su di sé una carica formale negativa, agisce da nucleofilo attaccando il C elettrofilo di un CO. Il trasferimento di un O al CO lo ossida a CO2: questo non è più un donatore e si stacca dal ferro; ora il centro metallico viene a trovarsi con solo 16 elettroni di valenza, quindi coordinativamente insaturo, e perciò si può unire al legante L presente. 

### Reazioni di ossidazione e di riduzione
La maggior parte dei metallocarbonili possono essere ossidati con alogeni. Ad esempio,  Fe(CO)5 reagisce con alogeni formando Fe(CO)4X2 (X = I, Br, Cl), dove il ferro è nello stato di ossidazione +2. Queste specie per riscaldamento perdono CO e formano il corrispondente alogenuro di ferro(II), come ad esempio il cloruro di ferro(II).
La riduzione di Fe(CO)5 con sodio produce l'anione tetracarbonilferrato, Fe(CO)42−, detto anche reagente di Collman, dove il ferro è nello stato di ossidazione −2. Questo dianione è isoelettronico con Ni(CO)4, ma è molto più nucleofilo.

### Reazioni acido-base
Fe(CO)5 non può essere direttamente protonato, ma è attaccato da ioni idrossido. Per trattamento di Fe(CO)5 con idrossidi alcalini acquosi si ottiene l'idruro anionico [HFe(CO)4]− (e anione bicarbonato):
Fe(CO)5  +  2 OH−  →  HFe(CO)4−  +  HCO3−
Questo può essere ossidato a dare il metallo carbonile trinucleare Fe3(CO)12. Per acidificazione di soluzioni di  [HFe(CO)4]− si ottiene H2Fe(CO)4, instabile sopa a -20 °C, con i due atomi H in cis tra loro in una coordinazione ottaedrica distorta (simmetria C2v):
HFe(CO)4−  +  H+  →  H2Fe(CO)4
che è stato il primo idruro metallico noto. Tutte queste specie, come il capostipite Fe(CO)5, si confanno alla regola dei 18 elettroni.

### Sostituzioni con dieni
I dieni reagiscono con Fe(CO)5 per formare (diene)Fe(CO)3, dove due leganti CO sono stati sostituiti dai due legami π del diene. Questa reazione avviene con molti dieni, in particolare 1,3-butadiene econ norbornadiene. Un derivato di notevole importanza storica è il ferro ciclobutadiene tricarbonile, (C4H4)Fe(CO)3, dove C4H4 è il ciclobutadiene, una molecola di per sé antiaromatica, molto instabile se non coordinata al ferro. Molta attenzione è stata rivolta ai complessi con cicloesadieni, a partire da 1,4-dieni ottenibili con la riduzione di Birch. Gli 1,4-dieni isomerizzano a 1,3-dieni in seguito alla complessazione.
Fe(CO)5 reagisce in diciclopentadiene per formare il dimero del ferro ciclopentadiene dicarbonile, [Fe(C5H5)(CO)2]2. Questo composto può essere considerato un ibrido tra ferrocene e Fe(CO)5, anche se come reattività non assomiglia a nessuno dei due.

## Usi
In Europa Fe(CO)5 fu in passato usato come agente antidetonante nella benzina, prima dell'avvento del piombo tetraetile. Due alternative più moderne sono ferrocene e manganese metilciclopentadienil tricarbonile,  (CH3C5H4)Mn(CO)3. 
In ricerca e nelle sue applicazioni è lo standard primario per gli spettri di risonanza magnetica nucleare del ferro, che è basata sul nucleo 57Fe (spin 1/2-).
Industrialmente, l'utilizzo più importante di Fe(CO)5 è nella produzione di ferro carbonile, una forma di ferro finemente suddivisa, materiale utilizzato in nuclei magnetici di bobine ad alta frequenza per radio e televisori, e per la fabbricazione di alcuni materiali che assorbono le radiazioni radar. Fe(CO)5 è molto usato come precursore per la sintesi di nanoparticelle a base di ferro.
Si è trovato che Fe(CO)5 è un forte ritardante di fiamma in incendi alimentati dall'ossigeno. Poche centinaia di ppm di Fe(CO)5 riducono di circa il 50% la velocità di fiamma di una miscela stechiometrica metano-aria. Tuttavia non viene usato come ritardante di fiamma a causa della sua tossicità.

## Sicurezza
Fe(CO)5 è tossico, anche se meno di Ni(CO)4, ed è pericoloso per la sua volatilità, avendo una pressione di vapore di 21 mmHg a 20 °C. È inoltre infiammabile, come gli altri metallocarbonili.